# Sherlock Hund
Sherlock Hund (på engelska Sherlock Hound, i original 名探偵ホームズ, Meitantei Hōmuzu) utgiven även som Famous Detective Holmes eller Detective Holmes i Japan är en anime-tv-serie med antropomorfa hundar baserad på berättelser om Sherlock Holmes. Serien originalvisades i Japan 1984 och 1985. TV-serien innehåller, i jämförelse med Doyles böcker, en hel del humor, steampunk och rollfigurer som gjorts speciellt för serien. I Sverige sändes Sherlock Hund på Filmnets barnprogram KTV. Men finns nu även utgiven på en svensk DVD-box.
Serien producerades i ett samarbete mellan japanska animationsstudion Tokyo Movie Shinsha och statliga italienska TV-bolaget RAI. 6 av 26 avsnitt regisserades av Hayao Miyazaki och resten av Kyosuke Mikuriya. Hayao Miyazaki lämnade produktionen av serien i samband med en upphovsrättslig dispyt. När konflikten var löst kunde företaget fortsätta producera avsnitt utan Miyazakis hjälp. Under 1984 släpptes en filmversion av avsnitten The Adventure of the Blue Carbuncle och Treasure Under the Sea på japanska biografer med titeln Meitantei Hōmuzu geikijōban.

## Rollfigurer
- Sherlock Holmes – Seriens huvudperson är en rödräv, som bland annat gillar att gå igenom experiment på fritiden. Sherlock är till skillnaden från böckerna en ung och aktiv person.
- Doktor Watson – Är en kort man som bor tillsammans med kollegan Sherlock Holmes. Han är en skotsk terrier.
- Mrs. Hudson – Hyresvärdinna hos Sherlock Holmes och Doktor Watson. Hon är en golden retriever.
- Professor Moriarty – En gråvarg i ständig förberedelse för nya brott och Sherlock Holmes ärkefiende.
- Smiley och Todd – Två före detta pirater som Moritarty anlitat som medbrottslingar. Smiley är lång och Todd kortväxt. Smiley liknar någon variant av stövare och Todd ser ut att vara en mops.
- Kommissarie Lestrade – Arbetar på Scotland Yard och kommer alltid till brottsplatsen efter Sherlock Holmes – båda två vill arrestera Moriarty. Han är en bulldog.

## Avsnitt
| Nr | Titel                                           | Originalvisning  |
| --- | ----------------------------------------------- | ---------------- |
| 01 | "The Four Signatures"                           | 6 november 1984  |
| Holmes är på väg tillbaks till England över Engelska kanalen. Skeppet attackeras av pirater som söker efter en av passagerarna. Med hjälp av en annan passagerare Dr. Watson försöker holmes rädda dagen.                                                |                                                 |                  |
| 02 | "The Crown of Mazalin"                          | 13 november 1984 |
| En aristokrats son är huvudmisstänkt efter att en krona utlånad av drottningen försvinner. Holmes får i uppdrag att undersöka, ovetandes om att professor Moriary ligger bakom.                                                                          |                                                 |                  |
| 03 | "A Small Client"                                | 20 november 1984 |
| Holmes misstänker att professor Moriarty ligger bakom den ökande pengaförfalskningen i London. Han misslyckas med att finna några ledtrådar tills en liten flicka ber honom om hjälp att hitta sin katt. (regisserad av Miyazaki)                        |                                                 |                  |
| 04 | "Mrs. Hudson is Taken Hostage"                  | 27 november 1984 |
| Professor Moriarty tror sig ha hittat Holmes svaghet i hans hyresvärd Mrs Hudson. Han bestämmer sig för att kidnappa henne men det går inte alls som han planerat. (regisserad av Miyazaki)                                                              |                                                 |                  |
| 05 | "The Adventure of the Blue Carbuncle"           | 5 december 1984  |
| En liten flicka vid namn Polly stjäl en ädelsten som Moriarty i sin tur stulit själv. Han bestämmer sig för att skaffa tillbaks den till vilket pris som helst. (regisserad av Miyazaki)                                                                 |                                                 |                  |
| 06 | "The Green Balloon"                             | 11 december 1984 |
| En mystisk ballong landar på Holmes bakgård, Holmes bes om hjälp att frita avsändaren, Som hålls fången på Dolphin Island. |                                                 |                  |
| 07 | "A Sacred Image Disappears"                     | 18 december 1984 |
| Moriarty lyckas i sin plan att stjäla en stor guldstaty, men Holmes lyckas spåra hans flykt och listar ut att Moriarty gömt statyn någonstans i hamnen. Han måste hitta den innan Moriarty kommer tillbaks.                                              |                                                 |                  |
| 08 | "The Speckled Band"                             | 8 januari 1985   |
| En ung kvinna återvänder till England efter flera år i Amerika, och upptäcker att hennes farbror inte är den hon kommer ihåg. |                                                 |                  |
| 09 | "The Speckled Band"                             | 8 januari 1985   |
| Flottan ber Holmes och Watson om hjälp att skaffa tillbaks en ubåt som Moriarty stulit. (regisserad av Miyazaki) |                                                 |                  |
| 10 | "Treasure Under the Sea"                        | 15 januari 1985  |
| Någon har saboterat Englands nya flygpost flygningar till Europa, det är upp till Holmes Watson och Mrs Hudson att ta reda på vem. (regisserad av Miyazaki)                                                                                              |                                                 |                  |
| 11 | "The Sovereign Gold Coins"                      | 29 januari 1985  |
| Sherlock Holmes och Doktor Watson anlitas för att hitta tjugo guldmynt som försvunnit spårlöst från ett specialbyggt kassaskåp. (regisserad av Miyazaki)                                                                                                 |                                                 |                  |
| 12 | "The Stormy Getaway"                            | 5 februari 1985  |
| En stor leverans med kontanter fraktas genom landet med vagn, polisen utsätts för sabotage och kan inte eskortera leveransen. Holmes blir anlitad för att följa pengarna och se till att de kommer fram säkert.                                          |                                                 |                  |
| 13 | "The Runaway Freight Car"                       | 12 januari 1985  |
| En godsvagn i mitten av ett passagerartåg försvinner på väg till London, Holmes måste ta reda på hur. |                                                 |                  |
| 14 | "The Coral Lobsters"                            | 19 februari 1985 |
| Moriarty har stulit en samling humrar täckta med diamanter, och det är upp till Holmes och Watson att spåra upp honom. |                                                 |                  |
| 15 | "The Golden Statue of the Great Burglar"        | 26 februari 1985 |
| När allt guld hos en bank stjäls samma natt som en skulptur försvinner blir Moriarty huvudmisstänkt. Skisser av en guldstaty som liknar honom hittas vid skulpturens hus.                                                                                |                                                 |                  |
| 16 | "The Secret of the Sacred Cross Sword"          | 5 mars 1985      |
| Holmes och Watson är inbjudna då "Magikernas heliga svärd" visas för första gången på årtionden. Någon bryter sig in i kassaskåpet men svärdet rörs inte ens. Det är upp till Holmes att ta reda på varför.                                              |                                                 |                  |
| 17 | "The Adventure of the Thames Monster"           | 12 mars 1985     |
| Ett monster attackerar fartyg i Themsen och slukar dem hela, efter att en passagerare försvinner i en av attackerna men utan att någon kropp hittas kallas Holmes in för att hitta honom.                                                                |                                                 |                  |
| 18 | "The Adventure of the Three Students"           | 19 mars 1985     |
| Holmes måste hitta tre konststudenter från Frankrike som är på semester i London som försvunnit. Samtidigt försöker kommissarie Lestrade lista ut varför någon stjäl reproduktioner av konstverk.                                                        |                                                 |                  |
| 19 | "The Rosetta Stone"                             | 26 mars 1985     |
| När Rosettastenen bokstavligt talat flyter iväg från British Museum undrar Holmes om det kan ha med olika länders anspråk på stenen att göra. |                                                 |                  |
| 20 | "The White Silver Getaway!"                     | 2 april 1985     |
| Moriarty och hans gäng lyckas stjäla en last med guld men kommissarie Lestrades utredning gör det svårt för gänget att föra ut guldet ur London. Samtidigt utreder holmes och Watson ett mystiskt inbrott hos ett företag som konstruerar ett luftskepp. |                                                 |                  |
| 21 | "The Disappearance of the Splendid Royal Horse" | 9 april 1985     |
| Det finns en ny tjuv i London som är bättre än Moriarty, han nästa mål verkar vara drottningen favorithäst. |                                                 |                  |
| 22 | "Disturbance, The World Flight Championship!"   | 16 april 1985    |
| Moriarty ställer upp i ett prestigefyllt flygplanslopp, Men han tänker sabotera sig till första plats. För att göra sitt plan bäst stjäl han delar från andra tävlande. Mrs Hudson, Holmes och Watson deltar i tävlingen för att stoppa honom.           |                                                 |                  |
| 23 | "The Secret of the Parrot"                      | 23 april 1985    |
| När Moriarty stjäl en papegoja från ett tåg tar Holmes sig an fallet för att ta reda på vad det är som är speciellt med papegojan. |                                                 |                  |
| 24 | "The Bell of Big Ben"                           | 7 maj 1985       |
| Big Bens klocka har stulits men byråkrater vill att Holmes ska hålla det hemligt medan sökandet pågår, så att de undviker oro sig för Englands värdighet.                                                                                                |                                                 |                  |
| 25 | "The Priceless French Doll"                     | 14 maj 1985      |
| Moriarty är ute efter en stor diamant, han gömmer den i en docka men får mer problem än han räknat med. |                                                 |                  |
| 26 | "The Missing Bride Affair"                      | 21 maj 1985      |
| En brud försvinner precis innan vigseln skall börja, parets familjer söker upp Holmes för hjälp. Då hemligheter från brudens förflutna börjar komma fram måste Holmes tänka igenom vilka alternativ han har.                                             |                                                 |                  |

## Röster

### Japansk version
- Sherlock Holmes - Taichirō Hirokawa
- Dr. Watson - Kōsei Tomita
- Mrs. Hudson - Yôko Asagami
- Professor Moriarty - Chikao Ōtsuka
- Smiley - Mitsuo Senda
- George/Todd - Hiroshi Masuoka
- Inspector Lestrade - Shōzō Iizuka

### Engelsk version
- Sherlock Holmes, George/Todd - Larry Moss
- Dr. Watson, Smiley, Inspector Lestrade - Lewis Arquette
- Mrs. Hudson - Pat Morris
- Professor Moriarty - Hamilton Camp

## Musiken
Öppningssignaturen "Sora kara koboreta story" ("En historia föll från himlen") och slutsignaturen "Thames gawa no dance" ("Themsens dans") framfördes av japanska gruppen Da Capo, där Tokuko Miura stod för texten till signaturerna, Ken Sato för komponerandet av öppningssignaturen, Norimasa Yamanaka komponerade slutsignaturen och Ryo Fukui arrangerade dem båda. För bakgrundsmusiken stod Kentaro Haneda som kompositör med några teman baserade på öppnings- och slutsignaturerna. Den engelska versionen har inga sånger i någon av signaturerna.

## Om serien
- Serien finns också tillgängligt att se på Youtube uppladdad av TMS Entertainment.[4] Dock går det inte att se avsnitten på svenska datorer på grund av rättighetsbegränsningar.[5]
- Serien släpptes 1 februari 2010 på DVD av Manga Entertainment i Storbritannien med engelskt tal.
- I Sverige släpptes den kompletta serien i en DVD-box av Studio S Entertainment den 19 september 2012 med japanskt tal med svensk undertext.